# Johann Leopold Konstantin von Larisch
Johann Leopold Konstantin von Larisch (* 8. Mai 1752 auf Brodek (Kreis Rybnik); † 14. April 1815 in Oels) war ein preußischer Generalmajor.

## Leben

### Herkunft
Seine Eltern waren der Erbherr auf Brodek Franz Georg von Larisch (* 1702; † 28. Juli 1771) und dessen Ehefrau Katharina, geborene von Fuglar aus dem Haus Kaltwasser.

### Leben
Larisch trat im August 1767 als Standartenjunker in das Kürassierregiment „von Manstein“ der Preußischen Armee ein. Am 2. Juni 1771 wurde er als Kornett in das Kürassierregiment „von Roeder“ versetzt und avancierte am 20. September 1775 zum Leutnant. Als solcher nahm er 1778/79 am Bayerischen Erbfolgekrieg teil. Nach dem Krieg wurde er am 8. Dezember 1779 Inspektionsadjutant der Niederschlesischen Kavallerie-Inspektion und stieg in dieser Stellung am 24. August 1785 zum Stabsrittmeister sowie am 23. August 1790 zum Rittmeister auf. Am 20. Mai 1791 wurde er mit einer Zulage von 300 Talern Adjutant von General von Tschirschky.
Während des Ersten Koalitionskrieges kämpfte Larisch in der Schlacht bei Kaiserslautern sowie den Belagerungen von Mainz und Landau. Am 9. Mai 1793 wurde er Major und am 4. Juli 1795 zum Eskadronchef im Dragonerregiment „von Werther“ ernannt. Larisch stieg am 9. Juni 1802 zum Oberstleutnant auf, erhielt am 30. April 1803 das Kommando über das Regiment und wurde am 10. Juni 1804 Oberst. Während des Vierten Koalitionskrieges kämpfte er in der Schlacht bei Preußisch Eylau und im Gefecht bei Soldau. Für Soldau erhielt Larisch am 27. Februar 1807 den Orden Pour le Mérite. Nach der Neuorganisation der Armee wurde er am 27. Februar 1807 Kommandeur des 1. Westpreußischen Dragoner-Regiments. Dennoch erhielt er am 16. Januar 1810 seinen Abschied mit dem Charakter eines Generalmajors und einer Pension von 600 Talern. Im Jahr 1811 wurde Larisch der Orden des Heiligen Wladimir II. Klasse verliehen. Er starb am 14. April 1815 und wurde am 16. April 1815 in der Schlosskirche in Oels beigesetzt.

### Familie
Larisch heiratete am 26. April 1780 in Breslau Karoline Friederike von Taupadel (* 22. September 1749; † 26. Mai 1827).